# Architettura di un processore basato su registri generali
Una architettura di un processore basata sui registri generali, nell'informatica, rappresenta lo schema logico di funzionamento più diffuso nella realizzazione hardware di processori per computer. 
In generale il processore (CPU), secondo la classica Architettura di von Neumann, comunica con gli altri dispositivi o periferiche quali le memorie non volatili e i dispositivi di input-output (I/O) tramite i Bus di collegamento, tipicamente in modalità parallela. In particolare il processore, che è un dispositivo programmabile dall'esterno dall'utente, opera richiedendo in primis le istruzioni del programma da eseguire (in linguaggio macchina) e i dati su cui operare direttamente dalla memoria non volatile per poi eseguire le operazioni di elaborazione richieste sui dati stessi; dal suo punto di vista esso quindi vede solo indirizzi o posizioni di memoria.

## Componenti e funzionamento

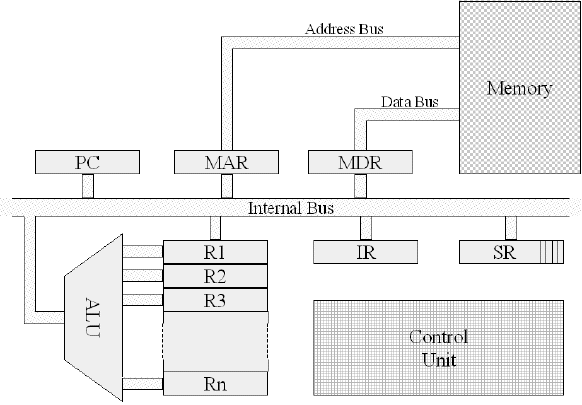
Figura 1. Un esempio di architettura basata su registri generali.

Nella figura a lato si nota una serie di componenti:
- la Control Unit (CU);
- l'Arithmetic Logic Unit (ALU);
- la Memoria;
- l'Internal Bus, il Data Bus e l'Address Bus;
- i registri del processore (o interni):
  - il Program counter (PC);
  - il Memory address register (MAR);
  - il Memory data register (MDR);
  - l'Instruction Register (IR);
  - lo Status Register (SR);
  - i cosiddetti registri generali R1..Rn.

I registri sono organi di memoria atti a memorizzare una serie di bit, che possono essere dati, indirizzi di memoria o istruzioni di programma prelevati dalla memoria del processore ed espresse in linguaggio macchina. Valori tipici del numero di bit che essi possono memorizzare sono 8, 16, 32 o 64 e il loro numero definisce la particolare architettura del processore. L'uso dei registri è giustificato dal fatto che, poiché la memoria non volatile è in genere lenta, il ricorso a posizioni di memoria aggiuntive (i registri appunto) su cui appoggiare provvisoriamente i dati è in generale cosa molto utile per il funzionamento efficiente del processore stesso. Nel seguito si descrivono nel dettaglio i vari componenti raffigurati in figura ovvero cosa fanno i dispositivi principali del processore e cosa memorizzano in particolare i registri.
Unità di Controllo: è l'organo o unità che gestisce, controlla o presiede l'esecuzione di tutte le operazioni di elaborazione per il particolare programma da eseguire ovvero comanda tutte le altre parti del processore attraverso il pilotaggio dei componenti stessi (ALU ecc..) impartendo a questi comandi di input e facendo da supervisore; rappresenta la parte a logica sequenziale della macchina a stati generale che, a sua volta, rappresenta la logica elettronica generale del processore stesso. Ad essa spetta, ad esempio, l'interpretazione dell'istruzione che si trova di volta in volta nel registro IR; ad esso spetta abilitare alla lettura ed alla scrittura due registri tra i quali deve avvenire uno scambio di informazione. 
L'unità di controllo comprende una sottounità detta sequencer che altro non è che una macchina a stati che scandisce i passi o stati di un'istruzione, cominciando da una fase di fetch in cui viene recuperata e caricata una parte dell'istruzione o codice operativo che deve essere eseguita e proseguendo con la sequenza di operazioni da eseguire una volta ottenuta la decodifica dell'istruzione da parte del decodificatore di istruzione (instruction decoder). Terminata l'esecuzione dell'operazione lo stato del sequencer torna alla fase di fetch per l'esecuzione della successiva istruzione secondo il consueto ciclo del processore.
Tutte le fasi del ciclo del processore avvengono attraverso l'invio ai vari componenti di un insieme di impulsi di controllo, in una sequenza temporale ben precisa. Più precisamente, ad ogni colpo di clock le linee di controllo assumono un particolare stato; il susseguirsi dei diversi stati contribuisce all'esecuzione completa di un'istruzione. Per questo motivo si può dire che una singola istruzione in linguaggio macchina viene eseguita attraverso la opportuna composizione di più micro operazioni.
ALU: l'unità logico-aritmetica, è l'organo deputato allo svolgimento delle operazioni aritmetiche e dei confronti logici. Essa preleva gli operandi tipicamente dai registri generali, così come nei registri generali depone i risultati dei calcoli. Nelle architetture più semplici e generali è composta da blocchi che eseguono tutte le operazioni (Somma, Xor, And, Shift, Test) sugli input di dati ricevuti con un selettore in uscita che decide quale operazione desiderata selezionare sull'output, anche se tutto ciò comporta inevitabilmente un certo spreco di potenza rispetto ad implementazioni più efficienti. Essa è accoppiata ad un accumulatore che è una sorta di registro in cui viene memorizzato un dato prima di essere elaborato dall'ALU stessa. In seguito ad un calcolo l'ALU ha anche il compito di impostare alcuni dei flags del SR (Status Register) in modo da tenere traccia di determinati eventi (es. riporto di una somma). Essa una parte della logica combinatoria della macchina a stati che rappresenta a sua volta la logica di funzionamento generale del processore.
Memoria: contiene un numero in genere molto elevato di registri, posizioni o celle nelle quali vengono memorizzati i dati e le istruzioni di un programma (sottoinsieme del set completo di istruzioni in linguaggio macchina del processore) attraverso uno spazio di indirizzamento. Il tempo impiegato per accedere ad un registro di memoria è generalmente molto superiore a quello impiegato per l'accesso ad uno dei registri del processore. È per questo motivo che, per quanto possibile, si tenta di utilizzare i registri interni per effettuare le operazioni, limitando gli accessi in memoria allo stretto necessario. Pur contenendo la memoria un numero molto elevato di registri, in ciascun istante temporale solo uno di questi è abilitato a partecipare ad operazioni di lettura o scrittura: quello il cui indirizzo è contenuto nel registro MAR. Per sopperire alla lentezza della memoria RAM storicamente è stata inventata anche la memoria cache.
Internal Bus: è un canale di comunicazione principale condiviso dai suddetti componenti ed attraverso il quale essi possono dialogare scambiandosi informazioni quali comandi di input, output ecc. In questo contesto, il dialogo consiste nello scambio di dati binari tra registri secondo una modalità parallela. Ciò significa che un certo numero di bit viene contemporaneamente trasferito attraverso il bus da un registro mittente ad un registro destinatario. Durante un'operazione di trasferimento, i due registri implicati nella comunicazione si trovano in uno stato di lettura (destinatario) e scrittura (mittente) in modo tale da poter acquisire il dato presente sul bus e da potercelo scrivere, rispettivamente. Tutti gli altri registri sono in uno stato di “riposo” nel quale non possono né leggere i dati che circolano sul bus né influenzare lo stato del bus con i dati che contengono. Il numero di bit contemporaneamente trasferiti indica il parallelismo del bus ed è pari al numero di bit contenuti in un singolo registro. Esso caratterizza anche il parallelismo interno del processore.
Address Bus e il registro MAR: durante un accesso alla memoria, sia in fase di lettura che in fase di scrittura, il registro MAR (Memory Address Register) contiene l'indirizzo della posizione di memoria che viene acceduta. Questo indirizzo, trasferito all'organo memoria attraverso l'Address Bus, abilita alla comunicazione una sola tra tutte le posizioni di memoria (celle) disponibili (tipicamente in numero molto elevato). Queste funzioni di indirizzamento sono gestite generalmente da un'unità del processore detta Address Logic.
Data Bus e il registro MDR: il Data Bus è un bus che collega la memoria con il registro MDR (Memory Data Register). Esso serve a trasferire dati in entrambi i sensi, sempre secondo una modalità parallela. Tutti i dati e le istruzioni che dalla memoria devono essere elaborati nel processore, transitano inoltre attraverso il registro MDR e solo successivamente da questo raggiungono gli opportuni registri per l'elaborazione vera e propria. Analogamente, tutti i risultati (output) di un'elaborazione che devono essere immagazzinati in memoria transitano prima per il registro MDR e solo successivamente da esso raggiungono l'esatta posizione (cella) di memoria.
Registro PC (Program Counter): il valore memorizzato nel registro PC rappresenta per definizione l'indirizzo della posizione di memoria contenente la successiva istruzione da eseguire. Esso viene interrogato tipicamente all'inizio di ogni fase di fetch ed immediatamente dopo viene aggiornato alla posizione di memoria “seguente” preparandolo così per il prelievo dell'istruzione successiva. Può accadere comunque che l'istruzione prelevata rientri nella categoria delle istruzioni di salto: in questo caso si procede ad un ulteriore aggiornamento del PC durante la fase di execute dell'istruzione. Da questo deriva che lo scopo di un'istruzione di salto (condizionato) è esclusivamente quello di alterare (eventualmente) il valore del PC. Spesso il registro PC è chiamato anche IP (Instruction Pointer).
Registro IR (Instruction Register): questo registro ha il compito di accogliere dalla memoria (attraverso il MDR), durante una fase di fetch, l'istruzione da eseguire, quella cioè puntata dal PC. Una volta in questo registro, l'istruzione deve essere interpretata dall'unità di controllo per procedere alla eventuale fase di preparazione degli operandi ed alla fase di esecuzione.
Registro SR (Status Register): è un registro che memorizza una serie di bit indicativi dello stato corrente del processore. Può indicare, ad esempio, se il risultato dell'ultima operazione aritmetica effettuata dall'ALU ha dato risultato nullo, o se ha generato un riporto.
Registri generali: i registri generali non hanno un preciso ruolo come gli altri, e da ciò scaturisce il loro nome. Sono utilizzati per contenere i dati in transito per un'elaborazione: gli addendi di un'addizione che l'ALU sta per effettuare, il risultato di un calcolo che l'ALU ha effettuato, un indirizzo di memoria in cui si trova un dato che dovrà essere acceduto in seguito, ecc. Un numero elevato di tali registri conferisce maggiore flessibilità nella programmazione, ma complica la struttura del processore dal punto di vista architetturale.

## Un esempio: esecuzione dell'istruzione MOVE

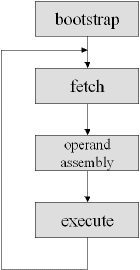
Figura 2. Il ciclo del processore.

Con riferimento al ciclo del processore, riportato in Figura 2, analizziamo come avviene lo scambio di informazioni, nell'ambito dell'architettura esposta, in un caso reale. Supponiamo che, durante la sua elaborazione, il processore si trovi ad un certo istante a dover eseguire, ad esempio, un'istruzione che abbia lo scopo di spostare il contenuto corrente del registro generale R1 nella posizione di memoria avente indirizzo D. Rappresentiamo simbolicamente una tale operazione con il seguente comando:
```
   mov R1,D
```

Una tale istruzione, per essere eseguita, deve fare parte del bagaglio assembly del processore in questione e, come tale, essere opportunamente rappresentabile in linguaggio macchina. Si immagini, dunque, che l'istruzione sia rappresentata in memoria così come riportato in Fig. 3.

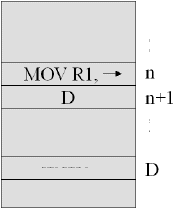
Figura 3. Lo stato della memoria.

Essa parte dalla n-esima posizione di memoria ma, non potendo essere contenuta completamente in una singola posizione, occupa anche la posizione successiva. In particolare, la posizione n-esima contiene una stringa di bit che verrà interpretata dall'unità di controllo nel seguente modo:
```
   "istruzione move la cui sorgente è il registro R1
    e la cui destinazione è la posizione di memoria
    il cui indirizzo è contenuto immediatamente di seguito".
```

I passi necessari ad eseguire questa operazione sono:
1. PC → MAR
2. Inc(PC)
3. Memory Read
4. MDR → IR
5. PC → MAR
6. Inc(PC)
7. Memory Read
8. MDR → MAR
9. R1 → MDR
10. Memory Write

Analizziamone nel dettaglio il significato. Trovandoci all'inizio della fase di fetch, bisogna prelevare l'istruzione dalla memoria: essa, per definizione, è contenuta all'indirizzo puntato dal registro PC. Il passo 1 copia il contenuto del PC nel MAR in modo da preparare la memoria ad un accesso alla giusta posizione. Il passo 2, in maniera del tutto generale, incrementa il PC in modo che esso punti alla posizione di memoria successiva, essendo questa la posizione da leggere nel seguito con la maggiore probabilità. Il passo 3 ordina alla memoria di scrivere sul Data Bus e, contemporaneamente, al MDR di leggere dal Data Bus. In seguito a questa operazione il MDR conterrà la prima parte dell'istruzione da eseguire. Essa, per essere interpretata, deve comunque essere trasferita nel IR. Questo avviene al passo 4. Una volta che l'istruzione è stata interpretata, l'unità di controllo “capisce” che l'istruzione è stata prelevata solo parzialmente e bisogna prelevarne un altro frammento. Qui la fase di fetch termina ed inizia la fase di preparazione degli operandi. Nel passo 5, di nuovo il PC viene copiato nel MAR per permettere un nuovo accesso alla memoria; immediatamente dopo, nel passo 6, viene nuovamente incremementato così da farlo puntare alla successiva istruzione, quella che verrà prelevata ed eseguita durante il ciclo successivo. Nel passo 7 la memoria viene letta e l'indirizzo D viene copiato nel MDR. Qui termina anche la fase di preparazione degli operandi ed inizia la fase di esecuzione vera e propria dell'istruzione. Dal momento che la scrittura deve avvenire proprio all'indirizzo ora contenuto nel MDR, questo viene copiato nel passo 8 sul MAR. Nel passo 9 il contenuto del registro R1 viene copiato nel MDR e infine da qui, nel passo 10, viene copiato in memoria alla giusta posizione attraverso un'operazione di scrittura. Termina così anche la fase di esecuzione. A questo punto il PC punta alla successiva istruzione da eseguire, ed una nuova fase di fetch può avere inizio.